# Prínceps
|  | Per a altres significats, vegeu «Príncep». |

|  | Per a altres significats, vegeu «Princeps». |

A l'organització de l'exèrcit romà, concretament de la legió, els prínceps (principes) eren soldats de certa experiència. En la disposició d'escaquer de la legió republicana, se situaven darrere dels hastats i entraven en combat immediatament després d'ells. Se suposa que després del desgast de l'adversari a les mans dels hastati, si aquests no havien estat capaços de trencar les línies enemigues, els príncipes havien d'avançar-se i rellevar a aquells amb el pes principal del combat.

## Equipament i rerefons
Els príncipes eren veterans que rondaven els 30 anys, i que procedien d'estrats socials superiors als dels hastati. Formaven la columna vertebral de la legió romana, en temps de la república, abans de les reformes de Mari. Prèviament a aquestes reformes, tot legionari s'allistava pagant el seu propi equip.
El seu equipament era pràcticament idèntic al dels hastats, excepte pel que fa a la seva protecció, ja que portaven cota de malla en substitució de les plaques pectorals dels hastats. Portaven el clàssic scutum, un o diversos pílums que llançaven a l'enemic immediatament abans d'entrar en combat cos a cos; i brandaven un gladius.

## Història
Es creu que els principes van ser creats a partir de les restes de l'antiga segona classe de l'exèrcit sota els reis etruscs quan els va organitzar Marcus Furius Camillus La segona classe es col·locava entre les primeres files d'una gran falange i estaven equipats de manera similar als principes. Ells donaven suport a la primera classe encara més pesant a la primera línia. És probable que combats amb els Samnites i una derrota aclaparadora a les mans de Brennus, guerrer gal, que en tots dos casos utilitzaven diverses unitats militars de grandària més reduïda en comptes d'unes poques unitats de grans dimensions, li va ensenyar als romans la importància de la flexibilitat i l'inadequat de la falange en el terreny abrupte i de pujols de la zona central d'Itàlia.